# Allan Bertram Field
Allan Bertram Field (New Barnet, Barnet, borough da Grande Londres, 28 de dezembro de 1875 – , ) foi um engenheiro eletricista britânico.
Estudou no St John's College da Universidade de Cambridge de 1896 a 1899. Foi para os Estados Unidos em 1902, onde trabalhou na General Electric Company, Bullock Electric Manufacturing Company e Allis-Chalmers Company. Em 1909 começou a trabalhar na Westinghouse Electric & Manufacturing Company, sendo indicado engenheiro responsável pelo projeto de gerador a turbina em 1911.
Retornou para a Inglaterra em 1914, tornando-se engenheiro consultor e professor de engenharia mecânica na Universidade de Manchester, cargo que manteve até 1917, quando foi para a Vickers Ltd em Londres. Em 1920 foi engenheiro consultor da Metropolitan Vickers Electrical Company em Manchester, Inglaterra.
Recebeu a primeira Medalha Lamme IEEE do American Institute of Electrical Engineers (AIEE) em 1928 “for the mathematical and experimental investigation of eddy current losses in electrical machinery.”